# Beroe Stara Zagora
Profesijonalen Futbolen Kłub Beroe Stara Zagora (bułg. Професионален Футболен Клуб Берое Стара Загора) – bułgarski klub piłkarski założony w 1957 roku, z siedzibą w Starej Zagorze.

## Historia
Chronologia nazw:
- 1916: SK Wereja Stara Zagora (bułg. СК [Спортен клуб] Верея (Стара Загора))
- 1922: SK Borisław Stara Zagora (bułg. СК Борислав (Стара Загора))
- 04.05.1924: SK Beroja Stara Zagora (bułg. СК Бероя (Стара Загора)) – po fuzji z Rekord Stara Zagora
- 1926: SK Byłgaria Stara Zagora (bułg. СК България (Стара Загора)) – po fuzji z Pobeda Stara Zagora
- 1927: SK Botew Stara Zagora (bułg. СК България (Стара Загора)) – po fuzji z Swetosław Stara Zagora
- 1929: SK Borisław Stara Zagora (bułg. СК Борислав (Стара Загора))
- 1945: FD Septemwri Stara Zagora (bułg. ФД [Физкултурно дружество] Септември (Стара Загора))
- 1947: FD Lewski Stara Zagora (bułg. ФД Левски (Стара Загора))
- 04.1949: SK Szipka Stara Zagora (bułg. ФД Шипка (Стара Загора)) – po fuzji z Łokomotiw Stara Zagora
- 12.10.1949: DSO Stroiteł Stara Zagora (bułg. ДСО [Доброволна спортна организация] Строител (Стара Загора))
- 1951: DSO Udarnik Stara Zagora (bułg. ДСО Ударник (Стара Загора))
- 27.04.1957: DFS Botew Stara Zagora (bułg. ДФС [Дружество за физкултура и спорт] Ботев (Стара Загора)) – po fuzji z Spartak Stara Zagora, SKNA Stara Zagora i Dinamo Stara Zagora
- 19.03.1959: DFS Beroe Stara Zagora (bułg. ДФС Берое (Стара Загора)) – po fuzji z Łokomotiw Stara Zagora
- 1989: FK Beroe Stara Zagora (bułg. ФК Берое (Стара Загора))
- 1999: FK Olimpik-Beroe Stara Zagora (bułg. ФК Олимпик-Берое (Стара Загора))
- 2000: FK Beroe Stara Zagora (bułg. ФК Берое Стара Загора)
- 3.02.2008: PFK Beroe Stara Zagora AD (bułg. ПФК Берое Стара Загора АД)

Klub sportowy Wereja został założony w miejscowości Stara Zagora w 1916 roku. Zespół do bułgarskiej czołówki awansował już na początku lat 70. (III miejsce w lidze w sezonie 1971–1972 oraz udany występ w Pucharze Zdobywców Pucharów 1973, kiedy Boroe wyeliminowała Athletic Bilbao), ale największe sukcesy przyszły wraz z początkiem następnej dekady. Najpierw w rozgrywkach 1979–1980 w II rundzie Pucharu Zdobywców Pucharów klub pokonał 1:0 Juventus F.C. (w rewanżu przegrał 0:3), a później dwukrotnie (w 1983 i 1984) wygrywał rywalizację o Puchar Bałkanów. Dwa lata po tym ostatnim zwycięstwie piłkarze Beroe świętowali pierwszy w historii tytuł mistrza Bułgarii.
W 1980 w Pucharze Zdobywców Pucharów roku Beroe rozegrało mecz z polską drużyną Arka Gdynia. Pierwszy mecz klub z Bułgarii przegrał 2:3, jednak „u siebie” zwyciężył 2:0, przechodząc do następnej fazy rozgrywek.
Przed rozgrywkami 1999-2000 drugoligowa Beroe połączyła się z grającym w ekstraklasie Olimpikiem Tetewen, dzięki czemu po kilkuletniej nieobecności powróciła do I ligi. Jak się okazało tylko na dwa lata, ponieważ w sezonie 2001-2002 zajęła w tabeli ostatnie miejsce. Ponownie w Grupie A gra od 2004 roku, ale, podobnie jak i w ciągu prawie dwudziestu ostatnich lat, nie należy do potentatów ligi.
Od początku sezonu 2006–2007 trenerem zespołu był ex reprezentant Bułgarii Ilian Iliew. W marcu 2007 roku został zastąpiony przez Eduarda Eranosjana, którego pięć miesięcy później zmienił Radosław Zdrawkow.

## Sukcesy
- I liga
  - mistrzostwo (1): 1985/1986
  - wicemistrzostwo (1): 2014/2015
- Puchar Bułgarii
  - zwycięstwo (2): 2010, 2013
  - finał (4): 1968, 1973, 1979, 1980
- Superpuchar Bułgarii
  - zwycięstwo (1): 2013
- II liga
  - mistrzostwo (9): 1953, 1956, 1957, 1959/1960, 1970/1971, 1974/1975, 1982/1983, 2003/2004, 2008/2009
- Puchar Bałkanów: 4
  - 1968, 1969, 1983, 1984

## Europejskie puchary
Legenda do wszystkich tabel:
- Q – runda eliminacyjna, 1/16, 1/8, 1/4, 1/2 – odpowiednia faza rozgrywek, Grupa – runda grupowa, 1r gr – pierwsza runda grupowa, 2r gr – druga runda grupowa, F – finał, R – runda, PO – play-off
- k. – rzuty karne, los. – losowanie, Dogr. – dogrywka, w. – zasada bramek strzelonych na wyjeździe

| Sezon   | Rozgrywki                 | Runda | Przeciwnik        | Dom | Wyjazd | Ogólnie    |
| ------- | ------------------------- | ----- | ----------------- | --- | ------ | ---------- |
| 1972/73 | Puchar UEFA               | 1R    | Austria Wiedeń    | 7–0 | 3–1    | 10–1       |
| 1972/73 | Puchar UEFA               | 2R    | Honvéd            | 3–0 | 0–1    | 3–1        |
| 1972/73 | Puchar UEFA               | 3R    | OFK Beograd       | 0–0 | 1–3    | 1–3        |
| 1973/74 | Puchar Zdobywców Pucharów | 1R    | Fola Esch         | 7–0 | 4–1    | 11–1       |
| 1973/74 | Puchar Zdobywców Pucharów | 2R    | Athletic Bilbao   | 3–0 | 0–1    | 3–1        |
| 1973/74 | Puchar Zdobywców Pucharów | 1/4   | 1. FC Magdeburg   | 0–2 | 1–1    | 1–3        |
| 1979/80 | Puchar Zdobywców Pucharów | 1R    | Arka Gdynia       | 2–3 | 2–0    | 4–3        |
| 1979/80 | Puchar Zdobywców Pucharów | 2R    | Juventus F.C.     | 1–0 | 0–3    | 1–3, Dogr. |
| 1980/81 | Puchar UEFA               | 1R    | Fenerbahçe SK     | 1–0 | 2–1    | 3–1        |
| 1980/81 | Puchar UEFA               | 2R    | Radnički Nisz     | 0–1 | 1–2    | 1–3        |
| 1986/87 | Puchar Europy             | 1R    | Dynamo Kijów      | 1–1 | 0–2    | 1–3        |
| 2010/11 | Liga Europy               | 3Q    | Rapid Wiedeń      | 1–1 | 0–3    | 1–4        |
| 2013/14 | Liga Europy               | 2Q    | Hapoel Tel Awiw   | 1–4 | 2–2    | 3–6        |
| 2015/16 | Liga Europy               | 1Q    | Atlantas Kłajpeda | 3–1 | 2–0    | 5–1        |
| 2015/16 | Liga Europy               | 2Q    | Brøndby           | 0–1 | 0–0    | 0–1        |
| 2016/17 | Liga Europy               | 1Q    | Radnik Bijeljina  | 0–0 | 2–0    | 2–0        |
| 2016/17 | Liga Europy               | 2Q    | HJK Helsinki      | 1–1 | 0–1    | 1–2        |

## Stadion
Stadion Miejski w Starej Zagorze został zbudowany w 1962 roku.
- Pojemność: 22.300 miejsc

## Aktualny skład
| Nr | Poz. | Piłkarz                                 |
| -- | ---- | --------------------------------------- |
| 1  | BR   | Iwan Karadżow                           |
| 2  | OB   | Dimityr Stojanow (wyp. ze Sławii Sofia) |
| 3  | OB   | Dimityr Pirgow                          |
| 4  | PO   | Valentino Pugliese                      |
| 5  | OB   | Thomas Fontaine                         |
| 6  | OB   | Ruca                                    |
| 7  | PO   | Lucas Willian                           |
| 8  | PO   | Serkan Jusein                           |
| 9  | NA   | Luizinho da Silva                       |
| 10 | PO   | Aboubacar Toungara                      |
| 11 | PO   | Steve Traoré                            |

| Nr | Poz. | Piłkarz                             |
| -- | ---- | ----------------------------------- |
| 13 | PO   | Anicet Abel                         |
| 14 | OB   | Stiljan Nikołow                     |
| 15 | OB   | Georgi Dinkow (kapitan)             |
| 16 | PO   | Simeon Meczew (wicekapitan)         |
| 17 | PO   | Spas Georgiew                       |
| 18 | PO   | Mitko Mitkow (wyp. z CSKA Sofia)    |
| 19 | NA   | Kałojan Krystew (wyp. z CSKA Sofia) |
| 21 | NA   | Vinni Triboulet                     |
| 23 | BR   | Iwan Goszew                         |
| 44 | OB   | Nikołaj Nikołaew                    |
| 77 | PO   | Bożidar Penczew                     |